# Kees Smit (calciatore 1940)
Kees Smit, noto negli Stati Uniti d'America con il nome Cees (Amsterdam, 25 febbraio 1940 – Erie, 15 aprile 2025), è stato un calciatore olandese, di ruolo difensore.

## Carriera
Militò dal 1959 al 1964 nell'Ajax, vincendo con i lancieri di Amsterdam un campionato olandese nella stagione 1959-1960 oltre ad una KNVB beker nel 1961. Durante la sua militanza nell'Ajax Smit partecipò anche alla Coppa dei Campioni, nell'edizione 1960-1961, giocando entrambi gli incontri disputati dal suo club contro i norvegesi del Fredrikstad nel primo turno della competizione.
Nel 1966 passò all'Haarlem, mentre l'anno seguente venne ingaggiato dagli statunitensi del Pittsburgh Phantoms. Nell'unica stagione con i Phantoms si piazzò al sesto ed ultimo posto della Eastern Division della NPSL.
Terminata l'esperienza americana, Smit tornò in patria per giocare nel KDO.

## Palmarès

### Club

#### Competizioni nazionali
- Campionato olandese: 1

Ajax: 1959-1960
- Coppa dei Paesi Bassi: 1

Ajax: 1960-1961

#### Competizioni internazionali
- Coppa Piano Karl Rappan: 1

Ajax: 1961-1962